# Tatiana Auguste
Pour les articles homonymes, voir Auguste (homonymie).
Tatiana Auguste, née en 2001 à Port-au-Prince en Haïti, est une attachée politique et femme politique canadienne.
Membre du Parti libéral du Canada, elle est députée à la Chambre des communes de la circonscription de Terrebonne depuis l'élection d'avril 2025 où elle défait la députée sortante Nathalie Sinclair Desgagné par une voix après un dépouillement judiciaire. Ce résultat est actuellement contesté devant les tribunaux.

## Biographie

### Jeunesse et premiers engagements
Née en 2001 dans la capitale de Haïti, Port-au-Prince, Tatiana Auguste arrive avec sa famille au Canada en 2008. Elle intègre l'Université Concordia où elle obtient un baccalauréat en économie.
Tatiana Auguste s'engage tôt dans la vie publique et communautaire, et participe au conseil d'administration de la Télévision communautaire Frontenac. Elle est conseillère en commerce électronique à la Fédération des chambres de commerce du Québec. Elle devient ensuite attachée politique du député Emmanuel Dubourg, du Parti libéral.

### Candidature aux élections fédérales
Elle est candidate en 2025 aux élections législatives fédérales, dans la circonscription fédérale de Terrebonne. Elle est élue par acclamations pour représenter le Parti libéral à cette élection.
Le scrutin est très serré, elle est d'abord donnée élue avec 35 voix d'avance seulement sur Nathalie Sinclair Desgagné, la députée sortante. Un nouveau décompte est ordonné. C'est ensuite Nathalie Sinclair Desgagné qui est déclarée réélue députée, par 44 voix d'avance, mais en annonçant un dépouillement judiciaire pour un écart inférieur à un millième des suffrages. Le dépouillement judiciaire déclare finalement Tatiana Auguste gagnante par une voix le 10 mai 2025. 
L'admission par Élections Canada d'erreurs dans le processus de comptage des votes ne pouvant être corrigée par l'institution, qui n'en a pas le pouvoir, pousse la députée bloquiste sortante Nathalie Sinclair Desgagné et le Bloc québécois à faire appel à la Cour supérieure du Québec dans le but de reprendre l'élection.